# Róbert Jován
Róbert Jován (ur. 11 kwietnia 1967 w Budapeszcie) – węgierski piłkarz występujący na pozycji napastnika.

## Kariera klubowa
Jován karierę rozpoczynał w 1986 roku w zespole MTK-VM Budapeszt. W sezonie 1986/1987 zdobył z nim mistrzostwo Węgier. W 1988 roku odszedł do Videotonu, ale po roku wrócił do MTK-VM, a w sezonie 1989/1990 wywalczył z nim wicemistrzostwo Węgier. Na początku 1992 roku przeszedł do niemieckiego klubu BSG Stahl Brandenburg, grającego w 2. Bundeslidze. Jego zawodnikiem był do końca sezonu 1991/1992.
Następnie Jován powrócił do MTK Budapeszt. Grał tam do 1994 roku, a potem odszedł do Fehérváru Parmalat, którego graczem był przez pół roku. Następnie występował w Vasasie, belgijskim RSC Charleroi, a także w fińskim FinnPa. W 1999 roku zakończył tam karierę.

## Kariera reprezentacyjna
W reprezentacji Węgier Jován zadebiutował 20 marca 1990 w wygranym 2:0 towarzyskim meczu ze Stanami Zjednoczonymi. 17 stycznia 1991 w zremisowanym 2:1 pojedynku towarzyskiego turnieju Nehru Cup z Indiami strzelił swojego jedynego gola w kadrze. W latach 1990–1995 w drużynie narodowej rozegrał 5 spotkań i zdobył 1 bramkę.